# میگل دا پاز
میگل دا پاز (پرتغالی: Miguel da Paz de Trastâmara e Avis; ۲۳ اوت ۱۴۹۸ – ۱۹ ژوئیهٔ ۱۵۰۰) یک اینفانت (شاهزاده) پرتغالی و فرزند مانوئل اول (پرتغال) پادشاه پرتغال و ایزابلای آراگون شاهدخت آستوریاس بود که در یازده ماهگی درگذشت. مرگ او موجب شد تا حکومت کاستیا و آراگون به خوانای دیوانه برسد.